# Terapia lúdica
La terapia lúdica o terapia de juego es una técnica o herramienta que se utiliza durante el proceso terapéutico que funciona para que el niño pueda resolver o comunicar sus propias problemáticas, siendo de esta manera que aprenden ellos mismos distintas formas de comunicarse y de expresar a través del juego, toda clase de sentimientos, emociones, pensamientos, regresiones de situaciones en su vida familiar, etc.

## Orígenes
El juego de los niños ha quedado registrado en artefactos al menos desde la Antigüedad. En la Europa del siglo XVIII, Rousseau (1712-1778) escribió en su libro Emile sobre la importancia de observar el juego como forma de conocer y comprender a los niños.

### De la educación a la terapia
En el siglo XIX, los educadores europeos empezaron a considerar el juego como parte integrante de la educación de los niños. Entre ellos se encuentran Friedrich Froebel, Rudolf Steiner, Maria Montessori, L. S. Vygotsky, Margaret Levenfeld, y Hans Zoelliger.
Hermina Hag-Helmuth formalizó el juego como terapia proporcionando juguetes para que los niños se expresaran y observando el juego para analizar al niño. En 1919, Melanie Klein comenzó a utilizar el juego como medio para analizar a niños menores de seis años. Ella creía que el juego de los niños era esencialmente lo mismo que la asociación libre utilizada con los adultos, y que como tal proporcionaba acceso al inconsciente del niño. Anna Freud (1946, 1965) utilizó el juego como medio para facilitar el apego al terapeuta y presumiblemente obtener acceso a la psique del niño.
Quizás el primer caso documentado que describe el uso proterapéutico del juego fue en 1909, cuando Sigmund Freud publicó su trabajo con el "pequeño Hans", un niño de cinco años con fobia a los caballos. Freud lo había visto una vez y recomendó a su padre que prestara atención al juego de Hans para obtener observaciones que pudieran ayudar al niño. El caso del "pequeño Hans" fue el primero en el que se demostró que las dificultades del niño se debían a factores emocionales".

### Teorías o autores principales que hablan sobre la terapia de juego

#### Jean Piaget
El psicoanalista Piaget en su teoría del desarrollo cognitivo hace referencia a que los niños antes de adquirir el lenguaje, utilizan distintas formas en las que pueden comunicarse con su medio ambiente. En los primeros años, el niño demuestra sus inquietudes o deseos al llorar o sonreír, siendo de esta manera la forma en la que los padres pueden deducir si el bebé tiene hambre, etc. Posteriormente el bebé comienza a imitar a las demás personas o a los objetos para de esta manera demostrar lo que quiere decir. Por último, comienza el juego simbólico donde este se va adaptando conforme el crecimiento del niño, principalmente comienza a jugar con las actividades diarias como con los alimentos o los productos de higiene. Para posteriormente, comenzar a jugar con herramientas hechas para tal.
Piaget describe que existen tres tipos de juego dependiendo la edad del niño:
1.     Juego del ejercicio:
Este se basa principalmente en el juego de carácter individual o con los adultos, como el esconderse y aparecer tapándose la cara.
2.     Juego simbólico:
Este se basa principalmente en la imitación de los roles sociales, las actividades de los adultos y situaciones que el niño ha vivido.
3.     Juego de reglas y de construcción:
Este se basa principalmente en que el niño es consciente de la función de los juguetes y aprende a seguir reglas o instrucciones para jugar con sus semejantes.

#### Melanie Klein
Fue una de las psicoanalistas principales que implementaron la técnica psicoanalítica del juego, su principal causa para desarrollar esta técnica era que debido a varias de sus investigaciones se había dado cuenta de que no existía una variedad o gran número de analistas que trabajaran con niños menores a 6 años y que si trabajaban con ellos, no utilizaban las herramientas específicas para conseguir interpretaciones no limitadas y por ende, no se enfocaban en descubrir lo que realmente decía el inconsciente de los niños.
La primera vez que Klein utilizó la terapia de juego fue con su primer paciente niño llamado Fritz, donde ella a través de los juguetes que el niño tenía interpretaba sus fantasías y ansiedades a través de la forma en las que las expresaba al jugar. Prácticamente estaba utilizando con su paciente lo que Sigmund Freud llama como libre asociación, lo cual es cuando se pide al paciente que describa y mencione todo lo que se le venga a la mente a pesar de ser algo sin importancia; sin embargo, en el caso de los niños, la libre asociación se implementaría en el juego, donde los niños transmitirán todas sus emociones y pensamientos que tengan presentes  en su manera de jugar.

#### Arminda Aberastury
Fue otra psicoanalista que implementó la terapia de juego, a partir de los hallazgos y beneficios que Melanie Klein describió conforme su experiencia practicando este tipo de terapia. Aberastury implementó otras herramientas fundamentales combinadas con la terapia del juego, para que el avance del niño fuera más eficiente y completo. La técnica que combinada con el juego era realizar entrevistas a los padres del niño, por separado para que cada quien mencione desde su perspectiva todo el proceso que conllevó ser padres y cuales han sido sus emociones desde el momento que supieron del embarazo, además de mencionar situaciones críticas o específicas que hayan sucedido con el niño y que de cierta manera puede afectarles.
Aberastury describe que para utilizar la terapia de juego con el paciente es necesario que la habitación donde es la consulta esté adaptada a las necesidades del niño, teniendo paredes que se puedan rayar con plumón, un baño exclusivo para el niño, las puertas tienen que ser cerradas por dentro para que ninguna persona entre e interrumpe la sesión, además se tiene que producir un ambiente aislado para que el niño pueda concentrarse principalmente en el juego. Tiene que haber materiales de juego para niños de cualquier tipo de edad y antes de la sesión se tienen que colocar dichos materiales a la vista para que el niño sea quien tome la iniciativa de jugar y el terapeuta no tenga que decirle qué hacer. Aberastury menciona que es importante que el terapeuta observe los movimientos del niño desde que entra al consultorio hasta que termine el juego, debido a que sus acciones y movimientos pueden reflejar su forma de ver y de interpretar el mundo.

### Función del juego en los niños
El juego es la principal herramienta que los niños utilizan para poder comunicarse con otras personas, generalmente con niños aproximadamente de su edad. Es una necesidad que el niño utiliza de manera individual y de forma creativa sin la ayuda de otras personas, para poder desarrollarse. Es a través del juego que el niño comienza a implementar las herramientas necesarias para poder comunicarse o establecer relaciones sociales con los demás, para poder solucionar problemáticas individuales que el niño presente y para poder transmitir todas las emociones que el niño vive en ese momento.
Además, existen diferentes áreas donde el juego puede presentar o resultar avances significativos en el desarrollo del niño:
1.     Educativa:
El juego permite que el niño desarrolle juicios para la solución de problemáticas, además de que aprende a prestar atención significativa a la actividad que está empleando.
2.     Física:
El niño comienza a desarrollar habilidades motrices y aprende a controlar su cuerpo y a generar una coordinación para lograr la actividad que esté empleando.
3.     Emocional:
Es una actividad donde el niño va a sentirse seguro de expresar sus sentimientos que en ocasiones no puede expresar a través de las palabras.
4.     Social:
El niño va creando consciencia de su entorno y de la manera en la que funciona, además de que comienza a entablar relaciones sociales.

### Materiales para la terapia de juego
Los materiales que se utilizan en la terapia de juego son los siguientes:
- Materiales para dibujo y pintura (hojas, lápices, colores, plumones, dibujos)
- Muñecos de ambos sexo (ya sean de peluche, de algodón, de cera, etc.)
- Paredes hechas para ser rayadas
- Diferentes juguetes para ambos sexos y diferentes tipos de edades
- Un buen ambiente para que el niño se sienta seguro de jugar (sin sonidos que puedan distraer)